# Faktor (trykkeri)
 For alternative betydninger, se Faktor. (Se også artikler, som begynder med Faktor)
Faktor (latin, fransk: prote, engelsk: overseer) kaldes den fagligt uddannede tillidsmand, der forstår den tekniske ledelse af en større eller mindre del af et bogtrykkeri. I gammeldags betydning er betegnelsen faktor som leder af hele et bogtrykkeris drift gået af brug, idet den tekniske ledelse selv i middelstore bogtrykkerier må specialiseres. Man har både sætter-faktor (fr.: prote des compositeurs, eng.: compositors foreman) og trykker-faktor (fr.: prote de la salle des presses, eng.: foreman of the pressroom), og i store virksomheder over disse ofte en over-faktor, inspektør eller driftsleder (fr.: directeur d’imprimerie, eng.: printing manager). Betegnelsen faktor (fr. facteur) for den handelskyndige selvstændige leder af et faktori er vistnok ude af brug. 